# MOTHER MUSIC RECORDS
『MOTHER MUSIC RECORDS』（マザーミュージックレコーズ）は、TOKYO FMをキー局にJFN系38局をネットして放送していたワイド番組。各曜日を2パートに分けて放送。
ナビゲーターは放送開始時は福田明子が担当していたが、2005年4月に菊地浬にバトンタッチされた。

## 概要
『MOTHER MUSIC RECORDS』は2004年4月1日からスタートした番組だが、その前身となる番組『MOTHER MUSIC - 37FM -』は2002年10月にスタートしていた。そのときの担当は全曜日田邉香菜子だった。番組タイトルに使われている「MOTHER」とは、「源」という意味で、この番組が音楽の「源」であることを表現していた。
『MOTHER MUSIC RECORDS』は、番宣コマーシャルにもあるように、番組全体が1つのレコードショップであり、担当のミュージシャンがセレクターとなっている。
また、2004年10月には、Kiss-FM KOBEでの放送も始まった。そのため、兵庫県と大阪府の間では、fm osakaとKiss-FM KOBEの周波数を合わせると同一番組の『MOTHER MUSIC RECORDS』をリアルタイム拝聴できるようになった。
かつての正式タイトルは「MOTHER MUSIC RECORDS supported by MITSUBISHI MOTORS」だったが、三菱自動車のリコール隠し問題により三菱自動車はテレビ･ラジオでのCM放映を全面中止しこの番組のスポンサーからも撤退。このあおりを受けTOKYO FMはタイトル変更を余儀なくされた。
その後、三菱自動車はテレビでのCM放映は再開したが、ラジオでは再開できていない局があるためスポンサーに復帰していない状態が暫く続いたが、2008年4月に『松任谷由実 Sweet Discovery』でラジオ番組の提供を再開した。
また、開始当初からのサブスポンサーだったブルボンとヨドバシカメラが三菱自動車降板後のメインスポンサー、またPTの為、各局CMとなっている。
番組は2005年9月で終了し、後続番組『SCHOOL OF LOCK!』に引き継いだ。

## 担当とタイムテーブル（末期）
月曜日
- 22:00 「MONDAY MIC CHECK」 RHYMESTER
- 23:00 「NIGHT RANGER」 ケツメイシ

火曜日
- 22:00 「Sound Concierge」 Fantastic Plastic Machine
- 23:00 「Global Astro Radio」 m-flo

水曜日
- 22:00 「7TH COLORS」 山崎まさよし
- 23:00 「Over Drive」 ASIAN KUNG-FU GENERATION

木曜日
- 22:00 「JUST A RADIO」 茂木欣一 TOKYO SKA PARADISE ORCHESTRA
- 23:00 「SOUL JAMMIN'」 MOOMIN&PUSHIM
参考：木曜日の両番組は、2004年3月までジャパンエフエムネットワーク制作の番組として地方のJFN加盟FM局で放送されていた。

毎日
- 22:55 MOTHER MUSIC REPORT 菊地浬（一部局放送なし）

※2005年4月までは福田明子のナビゲートによる『MOTHER MUSIC RECORDS 〜Artist Canp 38〜』が放送されていた。